# En fisk som heter Wanda
En fisk som heter Wanda (engelska: A Fish Called Wanda) är en brittisk-amerikansk kupp-komedifilm från 1988 i regi av Charles Crichton. Filmens manus skrevs av John Cleese och Crichton. I huvudrollerna ses Cleese, Jamie Lee Curtis, Kevin Kline och Michael Palin.

## Handling
Fyra personer begår ett genialiskt bankrån. Tre av dem sätter dit den fjärde, men utan att vara medvetna om att han har gömt undan bytet. De försöker, genom den ditsatte rånarens advokat, att ta reda på var bytet har gömts. Advokaten blir emellertid snart förälskad i den kvinnliga rånaren och försöker få tag i bytet för egen del.

## Rollista i urval
- John Cleese – Archie Leach
- Jamie Lee Curtis – Wanda Gershwitz
- Kevin Kline – Otto West
- Michael Palin – Ken Pile
- Maria Aitken – Wendy Leach
- Tom Georgeson – George Thomason
- Patricia Hayes – fru Eileen Coady
- Geoffrey Palmer – domare
- Cynthia Cleese – Portia Leach
- Roger Brierley – Davidson
- Llewellyn Rees – Sir John
- Stephen Fry – Hutchison

## Om filmen
- Kevin Kline fick en Oscar för rollen som skurken Otto.[1]
- John Cleese rollfigur har fått sitt namn från Cary Grant, vars riktiga namn var Archibald Leech.
- Samma nyckelpersoner bakom En fisk som heter Wanda gjorde senare också Otäcka odjur, som dock inte blev en lika stor succé.
- En dansk audionom vid namn Ole Bentsen skrattade ihjäl sig när han såg filmen år 1989. Hans puls ska ha legat mellan 250 och 500 slag per minut innan han slutligen avled.[2]